# لندن ماي
لندن ماي (بالإنجليزية: London May)‏ هو موسيقي أمريكي، ولد في 20 يوليو 1967 في رالي في الولايات المتحدة.

## وصلات خارجية
- لندن ماي على موقع IMDb (الإنجليزية)
- لندن ماي على موقع ميوزك برينز (الإنجليزية)
- لندن ماي على موقع ديسكوغز (الإنجليزية)
- لندن ماي على موقع قاعدة بيانات الفيلم (الإنجليزية)